# Davi Lopes da Silva Ramos
Davi Lopes da Silva Ramos (Taubaté, 12 de julho de 1833 — 12 de junho de 1896), primeiro e único barão de Jambeiro, foi político e militar brasileiro.
Nasceu em Taubaté, filho de Gertrudes Ramos da Silva e do capitão José Lopes da Silva. Foi aluno do Liceu de Taubaté.
Iniciou sua vida profissional como comerciante no Rio de Janeiro e depois tornou-se fazendeiro em sua cidade natal.
Em 12 de julho de 1857, na Igreja de Nossa Senhora da Candelária, no Rio de Janeiro, casou-se com Balbina Ramos da Silva, sua prima, filha de Joaquina Luísa de Oliveira e Silva e de Tristão Ramos da Silva. O casal teve apenas uma filha: Etelvina Ramos de Carvalho, casada em segundas núpcias com José Rebouças de Carvalho, magistrado que foi deputado federal pelo Estado de São Paulo. Dona Balbina era também irmã do egenheiro Marcelino Ramos da Silva.
Benfeitor da Igreja Católica, em 31 de janeiro de 1873, recebeu a comenda da Imperial Ordem de Cristo.
Agraciado com o título de barão por carta imperial de 20 de agosto de 1889, ocasião em que também se fizeram nobres Jordão Pereira de Barros e Luís Maria Piquet.
Foi capitão da Guarda Nacional, juiz de paz e vereador em Taubaté. Era membro do Partido Liberal. Afastou-se da política com o advento do regime republicano.
Faleceu em razão de um câncer no fígado.